# آلسیو دیونیسی
آلسیو دیونیزی (انگلیسی: Alessio Dionisi؛ زادهٔ ۱ آوریل ۱۹۸۰) بازیکن سابق فوتبال و مربی کنونی اهل ایتالیا است.